# Stade René-Pleven d'Akpakpa
 (mars 2025).
Le stade René-Pleven d'Akpakpa est un stade polyvalent situé à Cotonou, au Bénin.  
Il est principalement utilisé pour des matchs de football, avec comme club résident les Requins de l'Atlantique.
Il a une capacité de 12 000 places.